# Параллакс Солнца
Параллакс Солнца, суточный параллакс Солнца (π☉) — горизонтальный экваториальный параллакс Солнца, угол, под которым со среднего расстояния Солнца виден экваториальный радиус Земли.
До 1964 года являлся фундаментальной астрономической постоянной и считался равным 8,80″. С принятием в 1964 году астрономическим союзом новой системы единиц π☉ является производной постоянной, и составляет 8,794".
Методы определения параллакса Солнца разделяются на геометрические (тригонометрические), динамические (гравитационные) и физические.

## Геометрические методы определения

Измерение времени прохождения Венеры для определения солнечного параллакса

Теория геометрических методов разработана в 1677 Эдмундом Галлеем. В их основе лежат астрометрические измерения положений небесных тел относительно звёзд. Измерения могут быть получены одновременно на двух разных обсерваториях, лежащих почти на одном меридиане и достаточно удалённых по широте, либо на одной, но в различные часы суток, используя перемещение наблюдателя в пространстве вследствие суточного вращения Земли.
В качестве небесных тел, чьи измеренные положения использовались для вычисления π☉, в разные эпохи брались:
- Марс (начиная со 2-й половины XVII века);
- Венера и её прохождение по диску Солнца (1761, 1769, 1874 и 1882 года)
- Малые планеты, в том числе Эрос, Икар и Географ, чьи координаты определялись фотографическими наблюдениями (с конца XIX века).

## Динамические методы определения
Динамические методы определения параллакса Солнца основаны на изучении возмущений в движении планет и Луны, вызываемых притяжением других небесных тел. Измеренное расстояние до небесного тела R0 сравнивается с Rс, вычисленным на основе эфемерид. В результате одного наблюдения получается условное уравнение относительно элементов орбиты планеты: 
{\displaystyle R_{0}-R_{c}=\sum \limits _{k=1}^{6}{\frac {\partial R_{k}}{\partial p_{k}}}\Delta p_{k}+\epsilon }
И полагают, что поправка к большой полуоси орбиты планеты вызвана неточностью астрономической единицы и, соответственно, параллакса Солнца.

## Физические методы определения
В основе физических методов определения лежит соотношение средней скорости движения Земли по гелиоцентрической орбите (V0≈29,8 км/с) и большой полуоси орбиты.
V0 можно определить измеряя лучевые скорости звёзд, лежащих вблизи эклиптики; определяя постоянную годичной аберрации; измеряя доплеровские смещения радиолиний (с длиной волны 21 см) в спектрах межзвёздных водородных облаков.
Большую полуось можно получить методами радиолокации измеряя расстояния между Землёй и планетами, Луной, космическими зондами.